# 美空なつひ
美空 なつひ（みそら なつひ、8月1日 - ）は、日本の女性声優。主にアダルトゲームに出演している。

## 人物
小学生の頃、愛読していた小学生向け雑誌の中にさまざまな職業を紹介する記事があり、その中で声優という職業を知ってビビビッとくるものがあり「これは将来絶対ならなきゃダメ」と思ったのが最初に声優を目指すきっかけとなった。また当時好きで遊んでいたゲームがアニメ化し声がついたことにもいたく感銘を受け、ますます強く声優になりたいと意識するようになったという。
高校生になり進路を決める時期になると、大学への進学は最初から頭になく声優になるために専門学校へ行くことを考えていた。その旨を両親に相談すると両親も後押しをしてくれたため、そのまま希望通りの進路へ進むこととなり声優としてデビューを果たした。応援した両親も喜んでくれてるとのことである。
- 旧芸名は「犀木夢真（さいきむま）」。現在の「美空なつひ」に改名[3]後も旧芸名時代も含めて芸歴としている。
- 愛称は「みっそん」。2013年に声優のshizukuと『shizukuとなつひのニコ生放送』を始めるにあたり、仲良くなるための一環として2人で考えたもの[4]。
- もともとゲームをすることが好きで、アダルトゲームについても自身の勉強を兼ねてプレイしていた。特に自分が出演するにあたってはたくさんゲームをプレイして演技を勉強したという[2]。

## 主な出演
※太字はメイン・ヒロインキャラクター

### PCゲーム

#### 2009年
- ANGEL MAGISTER（ハルカ＝クラムロイド）[5]
- 聖徒会長ヒカル 〜淫魔に占領された学園〜（女子生徒D）[5]

#### 2012年
- ヤンデレな姉妹に四六時中愛し尽くされる 〜妊娠するのは私! 貴方の遺伝子を子宮で育みたいの!〜（聖沢 明日香）
- ひるヒメ 〜濃いのたくさんちょうだい〜（ノエル）[6]

#### 2013年
- 恋の話と（美咲 葵）[7]
- 運命が君の親を選ぶ 君の友人は君が選ぶ（真白 未来）[8]
- 運命予報をお知らせします（早蕨 林檎）[9]
- ジーザス13th -喪失われた学園-（西園寺 菫）[10]
- 逆王道（都島 風子）[11]
- 俺と彼女がミステリーな件について（その他）[7]
- ギャングスタ・リパブリカ（稚咲 春日、眞鍋 梨都子）[12][13]
- PriministAr -プライミニスター-（石丸 立花／他全7役）

#### 2014年
- MeltyMoment -メルティモーメント-（その他）[7]
- 痴漢優遇列車 〜種付け無限ループ 永遠に止まらない学園都市環状線（桃園 麗華）[14]
- りとるドSびっち 〜せんせーのコト、いぢめてア・ゲ・ル〜（りか）[15]
- 13人の麗しきケダモノ（溝端 妙子）[16]
- 恋愛♥はーれむ 〜大好きって言わせて〜（空道 薫）[17]
- 魔女こいにっき（氷室 弥生）[18]
- しゅきしゅきだいしゅき!!（美浦 千景）[19]
- ラブリレーション（佐万 夏江）[20]
- ギャングスタ･アルカディア 〜ヒッパルコスの天使〜（眞鍋 梨都子、稚咲 春日）
- 新世黙示録-Death March-（白川 生）[21]
- ハーレムめいと（生意気タイプ）[22]

#### 2015年
- ろーらいず!!!（銛山 稟（盛山 りんね））[23]
- 敗北の淫獣ハンター・月氷姫レイ 〜名門女学生と共に触手の苗床にされる美少女剣士〜（皇城 レイ）[24]
- Maggot baits（グロリア・ザ・ウィッチ）[25]

#### 2016年
- カスタムメイド3D2+（宮原 安祐美）[26]
- エンコウカフェ（北野 由貴）[27]

#### 2017年
- お嬢様と憐れな（こ）執事（音無 光子）

#### 2018年
- 恋するココロと魔法のコトバ（セシリア）
- 捻くれモノの学園青春物語～俺と彼女の裏表～（宗像 雫）
- コイカツ!（帰国子女）

#### 2019年
- 雪の夜、俺は妹を裸にする。（久我 紗英）

#### 2020年
- 魔王が遺した刻淫 ～帰城と言う名のイキ地獄～ (ソフィア・エヴァンジェリス)
- 邪淫のいけにえ3 ～新章:ねらわれた学園～ (神楽坂 伽摩)

#### 2021年
- 聖奴隷学園2 (日下部 月美)[28]
- コイカツ！サンシャイン（帰国子女）
- 神殻戦姫アージュスレイブ ～淫紋に堕ちるエルフ姉妹～（ヒルデガルド）

#### 2022年
- RE:D Cherish!（キャロライン・バラクロフ）
- ヤンデレ妹に愛されすぎて子作り生活（星 沙也加）
- 神聖昂燐ダクリュオン・ルナ ～堕聖母誕生～（国府方 海夕）
- 深淵のラビリントス（ヘルシェ）
- 異世界Hィートマッサージ ～剣と魔法の世界をHな指圧スキルで無双制圧!!～（アメリア・アクセルソンクス）
- もっと!孕ませ!炎のおっぱい異世界おっぱいメイド学園!（クリムヒルデ・ヴァルハンナ）
- ナイショの姦淫 ～真夏の汗だく交尾～（大槻 まさみ）
- 魔子宮聖女 ビアンカ∽ノエイン ～終焉なき破瓜と悦楽の煉獄～（シェイラァ）

#### 2023年
- 極限痴漢特異点3 千年の劣情（布藤 依桜里）
- 天瀬島は色恋ざかり（海堂 恒也）
- 異世界モンムスセンセーション モンムス先生と学ぶHな恋愛学（クロエ・ブリュンヒルト）
- みことのり! ～妹巫女と中出し除霊～（玖桜 瑞月）
- ハニカム（性格:気弱）
- 艶嬢学園 ～【炎上女子】を指導せよ！～ (御嶽 烈美)

#### 2024年
- 艶嬢学園2 ～熾天使たちの花園～（志津倉 カミヤ）

#### 2025年
- もっと!孕ませ!炎のおっぱい異世界おっぱいバニー学園!（ラフィエル・グリムライト、ザヴィーネ・ル・ドルード）
- 巨乳ファンタジー5 〜王子リーン〜（ルキシス[29]）
- アイコミ（性格:ツンデレ）

### 同人作品
- 催眠ゲイム（紫藤 綾香）[30]

### コンシューマーゲーム
- 魔女こいにっき Dragon×Caravan（氷室弥生[31]）

### ソーシャルゲーム
- ようこそ!恋ヶ崎女学園へ[32]
- ガールズユニオン（アイゼル、アラベル、ウラ、エレノーア、オリガ、クレメンティーナ、ゲルダ、ソストラトス、ダナ、メーロ、ユーチェン、ライカ、ルーティー）[33]
- Lord of Walkure（座敷わらし姉、かまど）[33]
- 万引きGメン 悪い娘にはお仕置きです!
- ガールズ&プレジデンツ！（鳳 蓮華）
- 宝石姫 JEWEL PRINCESS（アイドクレース、ホークスアイ）
- 戦乱プリンセスG (真田幸昌、細川忠興（おっき）、ペリー、豊臣秀頼)
- 要塞少女 (サヤ、シャウ、イザベル)
- 電脳天使ジブリール（トルクァレト）[34]
- あいりすミスティリア!〜少女のつむぐ夢の秘跡〜　(エステル・フリージア)

### オーディオブック
- YLCスイートキス文庫「欲情フォトグラファー」（竹内 朋）[35]
- YLCスイートキス文庫「禁断蜜戯～秘密の恋は御曹司と～」（長嶺 まりあ）[35]

### インターネット番組
- shizukuとなつひのニコ生放送（パーソナリティ）[36]

### CD
- ギャングスタ・リパブリカ　サウンドトラック
- WHITESOFT　ボーカルコレクション
- ONAX〜せんせいおしえて！（樹 月佳）[37]

### 歌
- Orchestral Score（『ギャングスタ・リパブリカ』エンディングテーマ）[38]
  - 歌：shizuku、美空なつひ

### その他
- きゅあらじDVD 1[39]
- きゅあらじDVD 2[40][41]
- きゅあらじDVD 3[42][41]